# Varronia dardani
Varronia dardani är en strävbladig växtart som först beskrevs av Taroda, och fick sitt nu gällande namn av J.S.Mill. Varronia dardani ingår i släktet Varronia och familjen strävbladiga växter. Inga underarter finns listade i Catalogue of Life.